# Porcelana Futebol Clube do Cazengo
Porcelana Futebol Clube do Cazengo é um clube de futebol angolano da cidade de N'dalatando, na província do Cuanza Norte.[carece de fontes?]
O clube foi registrado pela Federação Angolana de Futebol em outubro de 2009.

## Títulos
- Gira Angola: 2012[4]
- Campeonato Provincial do Cuanza Norte: 2009,[5] 2014,[carece de fontes?] 2015[6]
- Supercopa Provincial do Cuanza Norte: 2012[carece de fontes?]

## Plantel actual
Atualizado em 17 de Janeiro de 2016.
Legenda
- : Capitão
- : Jogador suspenso
- : Jogador lesionado